# Cerkiew św. Mikołaja Cudotwórcy w Haburze
Cerkiew pod wezwaniem św. Mikołaja Cudotwórcy w Haburze – powstała w 2011 jako wierna kopia XVI-wiecznej drewnianej cerkwi greckokatolickiej w ramach projektu unijnego „Dwie cerkwie zbliżenie kultur pogranicza Polski i Słowacji”.
Świątynia ma charakter ekumeniczny.

## Historia
Wieś Habura założona została w drugiej połowie XV wieku. Pierwszą drewnianą świątynię wzniesiono w latach 1502–1510 i była to cerkiew prawosławna. W 1646 na mocy unii użhorodzkiej przemianowana na greckokatolicką. W 1740 wybudowano w Haburze nową większą świątynię św. Michała Archanioła. Małą drewnianą cerkiew przeniesiono do Małej Polany, gdzie w 1759 otrzymała wezwanie św. Mikołaja i znajdowała się w tej miejscowości do 1935. W tym roku została sprzedana i przeniesiona do Czech do Hradec Králové, gdzie pełni funkcję cerkwi prawosławnej do dziś.
Po pożarze cerkwi w Komańczy w 2006 powstał projekt odbudowy miejsc kultu na pograniczu słowacko-polskim obejmujący zarówno świątynię w Komańczy jak i XVI wieczną cerkiew w Haburze. Program współfinansowany był przez Unię Europejską. Kościółek zbudowali Dušan Kantuľák i Pavol Petrík z Habury. 9 lipca 2011 zakończono rekonstrukcję cerkwi św. Mikołaja Cudotwórcy. Świątynię konsekrował greckokatolicki arcybiskup Ján Babjak, metropolita preszowski.

## Architektura
Jest to mała cerkiew drewniana o konstrukcji zrębowej, trójdzielna, kryta gontem. Składa się z kwadratowego prezbiterium, większej nawy i babińca skrytego między słupami wieży o zwężających się ścianach, z pozorną izbicą, zwieńczoną kopulastym hełmem. Nad nawą i prezbiterium dachy namiotowe łamane. Okap wokół wieży i nawy.
We wnętrzu strop belkowy nad babińcem, zrębowe kopuły nad nawą i prezbiterium, przegroda między nawą a babińcem. Wewnątrz świątyni znajduje się dzwon Pavel, który podarował ambasador Rosji w Republice Słowacji P.M. Kuznecov.
Cerkiew otoczona jest ogrodzeniem drewnianym z bramą, z gontowym daszkiem.

## Galeria
Zdjęcia z lat 2010–2016:

Widok od południa
Widok od strony zachodniej
Widok od wschodu
Obok cerkwi, tablica pamiątkowa
Widok ogólny
Obok cerkwi, tablica pamiątkowa
Widok ogólny od południa
Otoczenie cerkwi
Stan w 2010